# Малая Уста
 Малая Уста  — деревня в Шарангском районе Нижегородской области в составе  Щенниковского сельсовета .

## География
Расположена на расстоянии примерно 16 км на север-северо-восток от районного центра поселка Шаранга.

## История
Известна с 1748 года как деревня с населением 35 душ мужского пола, в 1802 10 дворов. В 1873 году здесь двор 21, жителей 112, в 1905 44 и 249, в 1926 62 и 282 (мари 238), в 1950 60 и 175.

## Население
Постоянное население составляло 111 человек (мари 97%) в 2002 году, 101 в 2010.